# 项堃
项堃（1915年12月—2009年2月15日），原名王象坤，原籍山东德州（祖居地今已划归河北吴桥），生于山东济南，中华民国及中华人民共和国电影、话剧演员。

## 生平
1915年，项堃出生于山东济南。1929年，项堃考入山东省立第一师范学校（今山东济南师范学校的前身），学习六年。其间，1931年九一八事变后，1931年9月25日，济南所有学校开展总罢课，项堃率同学演出抗日街头剧，唱抗日歌曲。 1935年，因在报纸上发表两篇抨击时事的小说（其中第一篇为《毕业即失业》），项堃遭政府逮捕，后来经一位失散多年的穷哥哥四处借钱，使项堃获得保释。出狱后，项堃于1936年更名“项堃”，离开家乡，考入南京国立戏剧专科学校学习。学习期间，项堃受到老师曹禺的指点，先后主演话剧《镀金》、《争强》获得好评。
1937年，项堃加入中国旅行剧团，成为职业话剧演员。1938年，任武汉合唱团戏剧股股长、导演、演员，曾经到新加坡、马来西亚等地演出抗日戏剧。
1940年，项堃到重庆担任中国电影制片厂演员，开始了银幕生涯，先后拍摄了《青年中国》、《火的洗礼》等电影。
1941年之后，他成为中华剧艺社演员，演出《茶花女》、《天国春秋》、《风雪夜归人》、《愁城记》、《复活》等话剧，成为享有盛誉的话剧演员。特别是他在话剧《清官外史》中饰演“光绪皇帝”，获新闻媒体广泛报道，后来在文艺界及民间获得“话剧皇帝”之美誉。
1945年，项堃在中央电影企业股份有限公司二厂、中央电影企业股份有限公司三厂任演员，参与拍摄《白山黑水血溅红》、《三人行》等电影。
1950年之后，项堃成为上海电影制片厂演员，在电影《上饶集中营》、《南征北战》、《三年》、《情长谊深》等电影中饰演主要角色或重要角色。
1957年，项堃被打成“右派分子”，调到济南的山东电影制片厂担任剧务、新闻纪录片解说员。1961年，出任山东艺术专科学校（山东艺术学院的前身）话剧科主任。在校任教期间，经过该校党委书记刘盛春等人努力，为其落实了政策，摘掉了右派帽子。1964年，项堃调任北京电影制片厂演员，此后先后参加拍摄《停战以后》、《烈火中永生》、《大河奔流》、《火烧圆明园》等电影。
1988年，项堃任中华人民共和国广播电影电视部电视中心顾问。他是中国民主同盟中央委员、民盟北京市委员会副主任委员、第六届、第七届全国政协委员。 
1995年，项堃多方筹资，准备拍摄一部由其自编自导自演的30集电视连续剧《东方醒狮》，但因东南亚金融危机及洪水暴发，已拍摄百分之六十的该剧被迫中断拍摄。期间，项堃的次子项智力曾为此事奔走游说，结果因遭车祸而双目严重受伤。
2009年2月15日，项堃在北京因心脏病突发而病逝，享年94岁。

## 作品
- 1940年《青年中国》饰 抗敌宣传队副队长
- 1940年《火的洗礼》
- 1947年《黑夜到天明》
- 1947年《更凤记》
- 1947年《白山黑水血溅红》
- 1947年《郎才女貌》
- 1948年《子夜》
- 1948年《珠光宝气》
- 1948年《相思债》
- 1948年《三人行》
- 1948年《情天劫》
- 1948年《满庭芳》
- 1949年《人在屋檐下》
- 1949年《森林大血案》
- 1949年《再生年华》
- 1950年《大地重光》饰 陈光生
- 1951年《翠岗红旗》饰 解放军军长
- 1951年《上饶集中营》饰 张超
- 1952年《南征北战》饰 张军长
- 1954年《三年》饰 罗西城
- 1955年《湖上的斗争》饰 石春来
- 1957年《情长谊深》饰 黄蔚文
- 1962年《停战以后》饰 李国卿
- 1965年《烈火中永生》饰 徐鹏飞
- 1976年《山花》饰 孙光宗
- 1976年《青春似火》饰 冯百川
- 1978年《大河奔流》饰 蒋星文
- 1978年《蒙根花》饰 贡布王爷
- 1978年《并非一个人的故事》饰 何教授
- 1979年《婚礼》饰 罗总工程师
- 1979年《生活的颤音》饰 徐以祥
- 1980年《山城雪》饰 何应钦
- 1980年《玉色蝴蝶》饰 慕容秋
- 1981年《钟声》饰 徐进亭
- 1981年《潜网》饰 罗仲文
- 1981年《海囚》（上、下）饰 潘汝非
- 1982年《佩剑将军》饰 严军
- 1983年《垂帘听政》饰 肃顺
- 1983年《火烧圆明园》饰 肃顺
- 1985年《奇迹的再现》饰 夏老

## 家庭
项堃的妻子是阮斐。项堃在拍摄第一部电影《青年中国》时，结识了在该片中饰演一个不重要的配角的女演员，名叫阮斐。随着拍片进展，二人产生狂热的初恋。1942年元旦，经阳翰笙担任主婚人，项堃与阮斐结婚。
项堃活跃于舞台上时，阮斐患上肺病，医生甚至让项堃准备料理阮斐的后事。项堃决心全力挽救阮斐的生命。项堃采纳了几位医生和观众向他传授的秘方，用猪骨头配上若干药材治病。项堃每天晚上结束演出后，稍睡几小时，凌晨天刚蒙蒙亮便起床，赶在早市菜场开业时，将屠夫剔掉肉之后不要的猪骨头捡回家，给妻子熬汤喝。穷困的项堃在猪肉摊旁边守候，一有猪骨头扔至肉案下面，便一把抓到手中，动作稍慢骨头就会被狗叼走。
经过两年时间，阮斐逐渐康复，恢复了娇羞的模样。不久，阮斐生下一个儿子。项堃有两个儿子、一个女儿。